# Hidesaburō Hanafusa
Hidesaburō Hanafusa (en japonais : 花房 秀三郎, Hanafusa Hidesaburō ; né le 1er décembre 1929 à Nishinomiya ; mort le 15 mars 2009 à Osaka) est un généticien et biologiste moléculaire japonais, anciennement professeur à l'université Rockefeller de New York .
Il est l'un des découvreurs des oncogènes et l'un des pionniers de la recherche sur les rétrovirus. Ses recherches se sont concentrées sur les cancers liés aux virus.

## Biographie
Hanafusa a obtenu un doctorat à l'université d'Osaka en 1960 en biochimie. En 1961, Hanafusa entre au laboratoire de Harry Rubin à l'université de Californie à Berkeley. De 1964 à 1966, il est chercheur invité au Collège de France à Paris, avant de prendre la direction du laboratoire d'oncologie virale du Public Health Research Institute (en) de New York. En 1973, Hanafusa devient professeur d'oncologie moléculaire à l'université Rockefeller de New York. Après sa retraite en 1998, il retourne au Japon où il dirige l’Institut de biotechnologie d'Osaka jusqu’en 2008. Le 15 mars 2009, Hidesaburo Hanafusa décède d'un cancer du foie, une tumeur souvent causée par des virus.

## Distinctions (sélection)
- 1981 Prix Howard-Taylor-Ricketts
- 1982 Prix Albert-Lasker pour la recherche médicale fondamentale
- 1983 Prix Asahi
- 1985 Membre étranger de l'Académie nationale des sciences des États-Unis
- 1991 Nommé Bunka Kōrōsha, personne de mérite culturel
- 1993 Prix Alfred P. Sloan, Jr.
- 1995 Ordre de la Culture
- 2000 Membre de l' Académie des sciences du Japon

## Nécrologies
- David A. Foster et James E. Darnell Jr, « Obituary:  Hidesaburo Hanafusa (1929–2009) », Nature, vol. 458, no 7239,‎ avril 2009, p. 718–718 (DOI 10.1038/458718a, lire en ligne)

- Benjamin G. Neel, Frederick R. Cross et David Pellman, « Obituary: Hidesaburo Hanafusa (1929–2009) », Cell, no 137,‎ avril 2009.

- M. Shibuya, « Professor Hidesaburo Hanafusa: A 50-Year Quest for the Molecular Basis of Cancer », Journal of Biochemistry, vol. 146, no 1,‎ 1er juillet 2009, p. 3–5 (DOI 10.1093/jb/mvp082, lire en ligne)

- Stephan M. Feller, « Obituary: Hidesaburo Hanafusa 1929–2009 », Cell Communication and Signaling, vol. 7, no 1,‎ 20 avril 2009, p. 7 (DOI 10.1186/1478-811X-7-7, lire en ligne)
- Peter K. Vogt, « Oncogenes and the Revolution in Cancer Research: Homage to Hidesaburo Hanafusa (1929-2009) », Genes & Cancer, vol. 1, no 1,‎ 1er janvier 2010, p. 6–11 (DOI 10.1177/1947601909356102, lire en ligne)